# E121 (trasa europejska)
E121 – trasa europejska bezpośrednia północ-południe, biegnąca z Samary w Rosji przez Kazachstan do Gyzylarbatu na granicy z Iranem w Turkmenistanie.

## Stary system numeracji
Do 1983 roku obowiązywał poprzedni system numeracji, według którego oznaczenie E121 dotyczyło trasy: Offenburg – Rottweil – Lindau. Arteria E121 była wtedy zaliczana do kategorii „B”, w której znajdowały się trasy europejskie będące odgałęzieniami oraz łącznikami.

### Drogi w ciągu dawnej E121
Lista dróg opracowana na podstawie materiału źródłowego
| Niemcy Zachodnie | - droga nr 33: Offenburg – Haslach – Triberg – Villingen – Bad Dürrheim - droga nr 27: Bad Dürrheim – Donaueschingen - droga nr 31: Donaueschingen – Geisingen – Stockach – Friedrichshafen – Lindau |